# Immunomarcatura

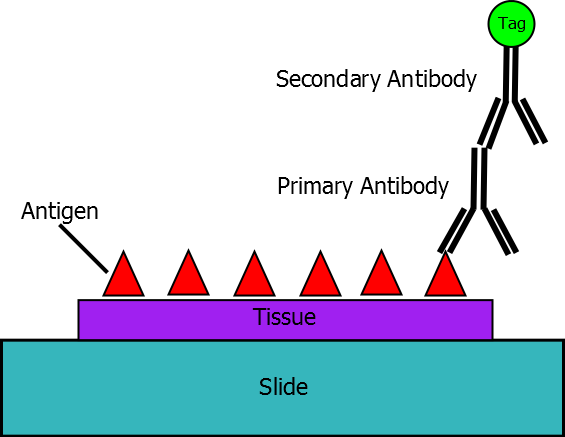
Rilevamento dell'antigene del tessuto tramite anticorpo antigene-specifico marcato

L'immunomarcatura è un processo biochimico che consente il rilevamento e la localizzazione di un antigene in un sito specifico all'interno di una cellula, tessuto o organo. Gli antigeni sono molecole organiche, solitamente proteine, in grado di legarsi a un anticorpo. Questi antigeni possono essere visualizzati utilizzando una combinazione di anticorpi specifici per l'antigene e un mezzo di rilevamento, chiamato tag, legato covalentemente all'anticorpo. Se il processo di immunomarcatura è destinato a rivelare informazioni su una cellula o sulle sue sottostrutture, il processo è chiamato immunocitochimica. L'immunomarcatura di strutture più grandi è chiamata immunoistochimica.
La produzione di anticorpi per l'immunomarcatura prevede due fasi complesse. La prima è la produzione dell'anticorpo che si lega specificamente all'antigene di interesse e la seconda è la fusione del tag con l'anticorpo. Poiché non è pratico fondere un tag con ogni possibile anticorpo specifico per l'antigene, la maggior parte dei processi di immunomarcatura utilizza un metodo di rilevamento indiretto. Questo metodo indiretto impiega un anticorpo primario antigene-specifico e un anticorpo secondario fuso con un tag che si lega specificamente all'anticorpo primario. Questo approccio indiretto consente la produzione in massa di anticorpi secondari che possono essere acquistati in commercio. Con questo metodo indiretto, l'anticorpo primario viene aggiunto al sistema di test. L'anticorpo primario ricerca e si lega all'antigene bersaglio. Successivamente viene aggiunto l'anticorpo secondario taggato progettato per legarsi esclusivamente all'anticorpo primario.
I tag tipici includono: un composto fluorescente, microsfere d'oro, un tag epitopico specifico o un enzima che produce un composto colorato. L'associazione dei tag al bersaglio tramite gli anticorpi consente l'identificazione e la visualizzazione dell'antigene di interesse nella sua posizione nativa nel tessuto, come la membrana cellulare, il citoplasma o il nucleo della membrana. In determinate condizioni il metodo può essere adattato per fornire informazioni quantitative.
L'immunomarcatura può essere utilizzata in farmacologia, biologia molecolare, biochimica e qualsiasi altro campo in cui è importante conoscere la posizione precisa di una molecola legabile all'anticorpo.

## Metodo diretto e indiretto
Esistono due metodi per l'immunomarcatura: il metodo diretto e quello indiretto. Nel metodo diretto l'anticorpo primario viene coniugato direttamente al tag. Il metodo diretto è utile per ridurre al minimo la reattività crociata, una misura di aspecificità intrinseca a tutti gli anticorpi e che viene moltiplicata per ogni anticorpo aggiuntivo utilizzato per rilevare un antigene. Tuttavia, il metodo diretto è molto meno pratico del metodo indiretto e non è comunemente utilizzato in laboratorio poiché gli anticorpi primari devono essere marcati covalentemente, il che richiede un'abbondante quantità di anticorpo purificato. Inoltre il metodo diretto è potenzialmente molto meno sensibile del metodo indiretto. Poiché diversi anticorpi secondari sono in grado di legarsi a diverse parti, o domini, di un singolo anticorpo primario che lega l'antigene bersaglio, a ciascun antigene è associato un numero maggiore di anticorpi marcati. Un numero maggiore di tag per antigene si traduce in un segnale maggiore per antigene.
Diversi metodi indiretti possono essere impiegati per raggiungere elevati gradi di specificità e sensibilità. In primo luogo, protocolli in due fasi vengono spesso utilizzati per evitare la reazione crociata tra l'immunomarcatura di più miscele di anticorpi primari e secondari, dove vengono frequentemente utilizzati frammenti Fab di anticorpi secondari. In secondo luogo, possono essere utilizzati anticorpi primari aptenilizzati, dove l'anticorpo secondario può riconoscere l'aptene associato. L'aptene è legato covalentemente all'anticorpo primario da acido succinico o sezioni Fab Fc-specifiche di IgG coniugate. Infine, gli anticorpi monoclonali primari che hanno diversi isotipi di Ig possono essere rilevati da anticorpi secondari specifici che sono contro l'isotipo di interesse.

## Legame e specificità degli anticorpi
In generale, gli anticorpi devono legarsi agli antigeni con elevata specificità e affinità. La specificità del legame si riferisce alla capacità di un anticorpo di legare un singolo antigene bersaglio e di legarlo solo a un singolo antigene bersaglio. Gli scienziati utilizzano comunemente anticorpi monoclonali e anticorpi policlonali composti da peptidi sintetici. Durante la produzione di questi anticorpi, gli anticorpi specifici per l'antigene vengono sequestrati legando il peptide antigenico a una cromatografia di affinità e consentendo all'anticorpo non specifico di passare semplicemente attraverso la colonna. Ciò riduce la probabilità che gli anticorpi si leghino a un epitopo indesiderato dell'antigene non presente sul peptide iniziale. Pertanto, la specificità dell'anticorpo è stabilita dalla reazione specifica con la proteina o il peptide utilizzato per l'immunizzazione mediante metodi specifici, come l'immunoblotting o l'immunoprecipitazione.
Nello stabilire la specificità degli anticorpi, il fattore chiave è il tipo di peptidi sintetici o proteine purificate utilizzate. Minore è la specificità dell'anticorpo, maggiore è la probabilità di visualizzare qualcosa di diverso dall'antigene bersaglio. Nel caso dei peptidi sintetici il vantaggio è che la sequenza amminoacidica è facilmente accessibile, ma i peptidi non sempre assomigliano alla struttura tridimensionale o alla modificazione post traduzionale presente nella forma nativa della proteina. Pertanto, gli anticorpi prodotti per agire contro un peptide sintetico potrebbero presentare problemi con la proteina tridimensionale nativa. Questi tipi di anticorpi porterebbero a scarsi risultati negli esperimenti di immunoprecipitazione o immunoistochimica, tuttavia potrebbero essere in grado di legarsi alla forma denaturata della proteina durante una corsa di immunoblotting. Al contrario, se l'anticorpo funziona bene per proteine purificate nella loro forma nativa e non denaturata, un immunoblot non può essere utilizzato come test standardizzato per determinare la specificità del legame dell'anticorpo, in particolare in immunoistochimica.

## Ulteriori applicazioni
Sono state condotte ricerche per testare la compatibilità dell'immunomarcatura con le impronte digitali. Talvolta le impronte digitali non sono sufficientemente chiare da consentire il riconoscimento del pattern a creste. L'immunomarcatura può essere un modo per il personale forense di restringere il campo di identificazione dell'impronta. I ricercatori hanno condotto uno studio che ha testato la compatibilità dell'immunomarcatura con numerose tecniche di sviluppo per le impronte digitali. Hanno scoperto che indanedione-zinco (IND-ZnCl), IND-ZnCl seguito da spruzzatura con ninidrina (IND-NIN), sviluppatore fisico (PD), fumante di cianoacrilato (CA), Cianoacrilati seguito da colorazione gialla basica (CA-BY), fumante di lumicianoacrilato (Lumi-CA) e fumante di policianoacrilato (Poly-CA) erano tutti compatibili con l'immunomarcatura. L'immunomarcatura non solo può estrarre informazioni sul profilo del donatore dalle impronte digitali, ma può anche migliorare la qualità delle impronte digitali, il che sarebbe utile in un caso forense.